# Śvetāśvatara-upaniṣad
La Śvetāśvatara Upaniṣad (entre el 400 y el 200 a. C.) es una de las mayores entre las Upanishad principales. Está asociada con el Yajurveda. Su nombre aparece por primera vez en el Taittirīya-āraṇyaka.

## Etimología
- śvetāśvataropaniṣad, en el sistema AITS (alfabeto internacional para la transliteración del sánscrito).
- श्वेताश्वतर उपनिषद, en escritura devanagari del sánscrito.
- Pronunciación aproximada:
  - "shuetá ashuatará upanishád"
  - "shuéta ashuatára upánishad" en varios idiomas modernos de la India (como el hindi, el marathi o el pali).
- Etimología: śvetāśvatara-upaniṣad significa ‘la Upanishad de Shueta Ashuatara. El nombre śvetāśvatara significa ‘el que tiene mulas blancas’, y es el nombre de un maestro y de su escuela doctrinal.
  - śvetá: ‘blanco’
  - aśvatará: ‘mula’ (siendo áśva: ‘caballo’, y tará: ‘mejor’)
  - upa-niṣád: ‘sentarse más bajo que otro [para escuchar respetuosamente sus enseñanzas]’, siendo upa: ‘cerca, debajo’, nishát: ‘sentarse’.

## Contenido
En la Muktika-upanishad (una de las últimas Upanishad, del siglo XI d. C., que presenta un canon de 108 Upanishades principales) figura como la número 14.
La Śvetāśvatara Upaniṣad es bien considerada entre las Upanishads. Aunque Badaraiana no la citó por su nombre en el Vedanta-sutra, es claramente aceptada como sruta (escritura revelada).
Vidiarania la eligió (junto con otras once Upanishad) para comentarla en su Sarva-upanishad-arthana-bhuti-prakasa.
El pensador Shankará Acharia (788-820) la consideró digna de escribirle un comentario en un libro aparte.
Además ―en su comentario al Vedanta-sutra― la llamó la mantra-upanishad de la escuela védica shueta-ashuatara.
Esta Upanishad contiene 113 mantras (o versos) en 6 capítulos.
En el último capítulo se encuentra la siguiente estrofa:

El sabio Sueta Asuatara tiene este conocimiento del Brahman, que es muy sagrado y venerado por muchos grandes sabios, mediante la penitencia y la gracia de Dios, y él lo enseñó muy bien a sus discípulos.

Este versículo atribuye este Upanishad a un sabio llamado Shueta-Asuatara o a su línea de maestros/discípulos. El nombre Shueta Ashuatara no es infrecuente en la literatura de la India. Uno de los nombres del príncipe Áryuna en la epopeya Majábharata es Shuetá-ashuá. En el Rig-veda (el texto más antiguo de la literatura de la India, de mediados del II milenio a. C.) se nombra a un Shiamá-Ashuá, que significa ‘caballo negro’.
El Sueta-asuatara-upanishad es la primera exposición textual sistemática de las doctrinas del shivaísmo (según Chakravarti, pág. 9).
Según explica el indólogo Gavin Flood, el texto propone:

[...] una teología que eleva a Rudra a la condición de ser supremo, el «Señor» (Īśa, en sánscrito), que es trascendente pero también tiene funciones cosmológicas, al igual que Shivá en tradiciones posteriores
Gavin Flood, 1996, pág.153

## Comentarios
Existe un comentario sobre esta Upanishad que se atribuye a Adi Shankara (788-820), pero en comparación con sus otros textos, hay algunas dudas acerca de si en realidad fue compuesto por él.
Hay otros tres comentaristas: Vigñanatma, Shankará Ananda y Naráiana Tirtha.

## Características especiales de este texto

### Shivaísmo
Esta Upanishad es una de las shaiva-upanishad (las upanishad dedicadas a Shivá, así como existen varias vaisnava-upanishad, dedicadas al dios Visnú).
Los visnuistas ―que quieren poseer la mayor cantidad de Upanishades dedicadas a Visnú― suponen que esa afirmación es incorrecta, ya que cuando se compuso esta Upanishad (hacia el siglo III a. C.), posiblemente todavía no existían los Shaiva agamas (las escrituras sagradas que establecieron las doctrinas shivaísstas).
Según los visnuistas, como varios maestros visnuistas del pasado utilizaron esta Upanisad como autoridad en sus respectivos textos, entonces esta Upanishad no podría estar dedicada a Rudra/Shivá (porque eso la volvería no apta para citar como autoridad visnuista).
En esta Upanishad se nombra a varios dioses, como Rudra (Shivá), Vaiú, Áditia o Agní.
Los visnuistas declaran que posiblemente uno de esos nombres no se refieren a esos semidioses sino a una particular manifestación del Brahman.
Los krisnaístas utilizan el mismo argumento para las numerosas menciones a los dioses como «supremos» en el Rig-veda (el texto más antiguo de la literatura de la India, de mediados del II milenio a. C.). Según los krisnaístas, esas menciones no se refirirían a los semidioses sino al dios único Krisná (que no es mencionado en absoluto en los Vedas) o por lo menos a Visnú (aunque en los Vedas es tratado como un dios completamente secundario).

### Bhakti (devoción)
Los visnuistas y krisnaístas consideran que otra característica especial de esta Upanishad es el concepto de la devoción (o bhakti), que es fundamental en esas dos religiones. En las Upanishads, el concepto de bhakti es indirectamente expresado con varias palabras que representan la sumisión a un dios, como
upasana (adoración a un ídolo),
sharana (tomar refugio en Dios) o
prapadia (hacer reverencias a un ídolo).
En esta Upanishad ―en el último verso al final del sexto capítulo― se menciona explícitamente la palabra para-bhakti (devoción suprema). Este concepto de la devoción más tarde se volverá preponderante en los Bhakti-sutras y otros tratados sobre bhakti (siempre de los visnuistas).

Estas verdades, cuando son enseñadas, brillan solo en una gran alma que tiene devoción suprema hacia Dios, y el mismo grado de devoción al maestro espiritual. Ellas solo brillan en esa gran alma.
Śvetāśvatara Upaniṣad, himno 6.18

### Dios con forma
Una tercera especialidad de esta Upanishad es que le da importancia a la forma (murti-tuá: la calidad de tener forma) de Dios absoluto. En otras importantes Upanishads, el Brahman se describe siempre como sin forma (Nirguna Brahman). Pero puesto que es difícil concentrar la mente en un Brahman sin forma (y menos todavía mostrar devoción), la Śvetāśvatara Upaniṣad atribuye diversas formas al Dios absoluto (Saguna Brahman). Mientras expone sobre la devoción, también describe diversas características o manifestaciones de Dios, como mencionar que Dios tiene conocimiento y poder. Esta Upanishad también presenta a Dios como el creador y sustentador del universo y, al mismo tiempo que describe diversos poderes de Dios, presenta varios símiles, como que Dios tiene «miles de cabezas» (sajasra-sirsa, para denotar que tiene conocimiento infinito), «miles de ojos» (Dios es testigo universal de todo lo que sucede) y Dios tiene miles de pies (lo que indica su omnipresencia).
Esta Upanishad menciona que el Parama Púrusha (el Varón supremo, o conciencia suprema) está brillando en su gloria más allá de la oscuridad de la ignorancia (o tamas). Púrusha controla las energías materiales del universo a través de su característica maia (ilusión mundana), pero no está obligado por su maia como los humanos, porque es su controlador y es capaz de dar la salvación a los humanos.

### Sankhia
Otra especialidad es el uso de palabras tales como sankhia, Kapilá, yoga y prakriti. Esto podría indicar que la doctrina vedanta (presentada en las Upanishad) habrían absorbido algo de la doctrina sankhia-ioga-dársana. Si este punto de vista fuera correcto, podría significar que las vedanta Upanishades se originaron después de la doctrina sankhia-ioga-dársana.
Este punto de vista es injustificable debido a las siguientes razones:
- El hecho de que ciertas palabras sean similares, no implica que las Upanishads sean posteriores a las doctrinas dársana. Palabras como samkhya, prakriti o yoga ya aparecían en el Rig-veda (mediados del II milenio a. C.), que fue compuesto antes de la aparición de las doctrinas dársana.
- Los proponentes de los distintos dársanas (como el autor Kapilá) declaran en sus tratados que están realizando una interpretación del Vedanta,[cita requerida] por lo que significa que las vedanta upanishads (o sea, las Upanishad que establecieron la doctrina vedanta) son anteriores a los dársanas.
- En esta Upanishad no hay una asimilación o absorción de los principios de las doctrinas dársana, sino al contrario: los pensamientos que son rechazados por esas escuelas se exponen y aceptan con las mismas palabras y las definiciones de las escuelas.

La jerga filosófica de la doctrina sankhia se originó en el Rig-veda, mucho antes de la invención del sankhia. Originalmente, la palabra "sankhia" significa ‘contar’. Hay muchos versículos en esta Upanishad que tienen un conteo de cosas; quizá por eso la palabra "sankhia" pasó a significa ‘conocimiento’.[cita requerida]
Mientras el yoga es práctica, el sankhia es intelectual. El sankhia es puramente dualista, en cambio las Upanishades tienen una preferencia marcada por la no dualidad. En el sankhia, el púrusha (varón, Dios) es diferente de prakriti (la naturaleza, el mundo), en cambio en las Upanishads, la naturaleza es más bien el propio Dios. En concreto, esta Upanishad se refiere a prakriti como deva-atma-shakti (‘energía del alma de Dios’).
Un himno de esta Upanishad dice:

Los sabios dedicados a la meditación profunda se dan cuenta de la atma shakti (la energía del alma.

Se dice que esta atma shakti está escondida en la propia naturaleza interior del meditador.

### Kapilá
En un verso de esta Upanishad aparece la palabra Kapilá. Posiblemente no se refiere al escritor Kapilá (el creador de la doctrina materialista sankhia):

rishim prasutam kapilam ias tam agré
gñanair bibhartí yaiamanam cha pashiet
Dios vio el nacimiento del rishi Kapilá y lo nutrió con sabiduría.
Śvetāśvatara Upaniṣad, himno 5.2

En sánscrito, kapilá palabra significa ‘color café rojizo’.
El pensador Shankará Acharia creía que podría tratarse de un nombre de Jirania Garbha (que significa ‘útero de oro’ o ‘interior dorado’), y que puede referirse al dios Brahmá, a Prayápati, etc. Otros versos de esta Upanishad mencionan a un Jirania Garbha:

El omnisciente Rudra dio a luz a Jirania Garbha.
Śvetāśvatara Upaniṣad, himno 3.4

Rudra vio nacer a JiraniaGarbha.
Śvetāśvatara Upaniṣad, himno 4.12

Paramésuara [Rudrá] creó a Brahmá
Śvetāśvatara Upaniṣad, himno 6.18

## Otras citas
veda ajam etam púrusam majantam
aditia-varnam tamasáj parastat
tam eva viduán amrita ija bhavati
na-aniah pantha vidiate aianaiá
iasmat param na-param asti kinchid
iasman naniió no yiaio ’sti kiñchit
Conozco yo a ese Varón inmenso,

del color del Sol, que está más allá de la ignorancia.

A él, ciertamente, quien lo conoce, le sucede la inmortalidad.

No hay otro camino que conocerlo a él y a nada más.

No hay más alto, no hay más pequeño,

no hay más grande, es como un árbol.

balagra-shata-bhagasiá
shatadhá kalpitasia cha
bhago yiváj sa vigñeiáj
sa cha anantiaia kalpaté
Cuando la punta del cabello se divide en cien partes

y cada una en cien partes,

ese es el tamaño del alma,

que sin embargo se sabe que es infinita.
Śvetāśvatara Upaniṣad, himno 5.9

sarvasia prabhum íshanam
sarvasia sharanám brijat
El Señor [Isha, Shivá] es el amo de todos.

El grande es el refugio de todos.
Shueta-ashuatara-upanishad

## Estilo poético
Normalmente, las Upanishads presentan leyendas y diálogos con pensamientos doctrinales serios, pero esta Upanishad del sabio Shueta Ashuatara se diferencia de las demás porque explica los principios religiosos de una manera poética.
Al describir la omnipresencia de Brahman, el himno 4.2 dice:

Eres mujer, eres hombre, eres un niño y una niña, eres un anciano temblando apoyado en un bastón. Tú naces con forma en este mundo.
Śvetāśvatara Upaniṣad, himno 4.2

Eres la mariposa azul, el loro de ojos verdes y la nube llena de relámpagos. Eres las estaciones y los mares. No tiene principio, eres omnipresente. Todos los mundos nacen de ti.
Śvetāśvatara Upaniṣad, himno 4.4